# Norton (Ohio)
Norton és una població dels Estats Units a l'estat d'Ohio. Segons el cens del 2010 tenia 12.085  habitants.

## Demografia
Segons el cens del 2000, Norton tenia 11.523 habitants, 4.343 habitatges, i 3.361 famílies. La densitat de població era de 221,1 habitants per km².
Dels 4.343 habitatges en un 31% hi vivien nens de menys de 18 anys, en un 65,9% hi vivien parelles casades, en un 8,5% dones solteres, i en un 22,6% no eren unitats familiars. En el 19,3% dels habitatges hi vivien persones soles el 9% de les quals corresponia a persones de 65 anys o més que vivien soles. El nombre mitjà de persones vivint en cada habitatge era de 2,64 i el nombre mitjà de persones que vivien en cada família era de 3,01.
Per edats la població es repartia de la següent manera: un 24,5% tenia menys de 18 anys, un 6,9% entre 18 i 24, un 27,4% entre 25 i 44, un 25,9% de 45 a 60 i un 15,3% 65 anys o més.
L'edat mediana era de 40 anys. Per cada 100 dones de 18 o més anys hi havia 95,6 homes.
La renda mediana per habitatge era de 47.085 $ i la renda mediana per família de 50.737 $. Els homes tenien una renda mediana de 38.289 $ mentre que les dones 25.687 $. La renda per capita de la població era de 20.661 $. Aproximadament el 4,3% de les famílies i el 5,9% de la població estaven per davall del llindar de pobresa.

## Poblacions més properes
El següent diagrama mostra les poblacions més properes.